# Alexandre-Jean-Joseph Le Riche de La Popeliniere
Alexandre-Jean-Joseph Le Riche de La Popeliniere (ur. 26 lipca 1693 w Chinon, zm. 5 grudnia 1762 w Passy) –  francuski finansista.

## Działalność
Był dzierżawcą generalnym, jednym z najbogatszych Francuzów swych czasów. Był także opiekunem i mecenasem artystów i filozofów. Sam interesował się literaturą i pisał dramaty, które wystawiał w swej paryskiej rezydencji. Do jego sztuk należą: Daïra i Les Tableaux des moeurs de ce temps.
Wypromował największego kompozytora francuskiego XVIII wieku, którym był Jean-Philippe Rameau (1683–1764). Był przyjacielem Voltaire’a.
W roku 1737 poślubił aktorkę Françoise Catherine Thérèse Boutinon des Hayes, córkę aktorki Mimi Dancourt.